# Il fantasma nello specchio
Il fantasma nello specchio (Ghost in the Mirror) è l'ottantasettesimo racconto della collana Piccoli brividi, dello scrittore statunitense R. L. Stine.
Questa storia, oltre ad essere l'ultima della cosiddetta "Serie 2000", chiude di fatto la collana originale della serie. Rispetto agli altri titoli della "Serie 2000", questo è l'unico ad essere effettivamente uscito nel 2000, a differenza degli altri che sono usciti tra il 1998 e il 1999. 

## Trama
Jason Sloves è un ragazzino di dodici anni fifone e pauroso che viene tormentato dalla sorella maggiore Claudia. La sorella lo prende in giro anche per i suoi "mobili da poppante" e per questo, il giorno dopo l'ultima lite, i genitori di Jason gli comprano dei mobili nuovi: un vecchio comò con un cassetto rotto e un vecchio specchio nitidissimo. Jason trova però, dietro allo specchio, un biglietto ingiallito con scritto:
"Attenzione! Chi porterà questo oggetto nella propria dimora vi porterà la morte."
Il giorno dopo il ragazzo invita a casa sua il suo migliore amico, Fred, un tipo alto e smilzo, ma anche goffo e incapace (sia negli sport che nei videogames); mentre i due giocano a un gioco di basket, l'amico di Jason vede qualcosa di nero che si muove nello specchio. La sera dopo il cane della famiglia, Buzzy, impazzisce e azzanna alla gola Jason. Dopo essersi medicato, il ragazzo invita Fred a casa sua; mentre giocano a un videogame di hockey, vedono l'ombra di Buzzy sullo specchio, ma lo sentono abbaiare in garage, dove è stato chiuso. I due chiamano Claudia che crede sia uno scherzo non vedendo il cane. Il ragazzo, poco dopo, scende giù in cucina ma, una volta tornato in camera, scopre che Fred è sparito. Il giorno dopo a scuola il migliore amico di Jason diventa un asso nel calcio, veloce e violento. Dopo la partita inizia a picchiare l'amico spaccandogli il naso e riempiendolo di pugni quasi spaccandogli anche una costola senza un motivo apparente. Dopo l'intervento di due professori che bloccano il ragazzo, Jason va in infermeria e dopo a casa, dove esamina lo specchio. Quella sera lo specchio diventa nero e una figura alta si crea all'interno di esso. Jason si avvicina e viene afferrato per i polsi dallo "spettro" di Fred. Il ragazzo sviene e, una volta ripresosi, vede il suo spettro. Il fantasma gli indica di entrare nello specchio, il ragazzo si avvicina come fosse attratto, ma riesce a sottrarsi al fantasma che diventa un mostro-granchio enorme e orribile. Jason viene preso dal mostro, ma riesce a prendere uno specchietto nel comò, lo mostra al mostro che si moltiplica. I mostri-granchio si uccidono a vicenda, permettendo a Jason di scappare dallo specchio. Il giorno dopo vede Fred come indemoniato che tiene sulle spalle un'auto con delle persone all'interno che vuole schiantare contro di lui. Il ragazzo corre veloce fino a scuola; dopo le lezioni torna a casa e decide di entrare nello specchio per salvare Fred e Buzzy. Una volta entrato si trova in una specie di casa degli specchi e incontra i veri Fred e Buzzy. I tre arrivano fino al portale per la camera di Jason, ma è molto freddo e non riescono ad entrare. Jason vede però la sorella maggiore Claudia che prende il suo Game Boy, prova a chiamarla, ma la ragazza non li sente. I tre però, grazie allo specchio, riescono ad aprire un portale riuscendo a tornare nel mondo reale. Fred torna a casa mentre Jason, convinto di essersi salvato, deve affrontare l'orribile mostro-granchio che aveva visto qualche giorno prima. Questi lo afferra e cerca di ributtarlo nello specchio ma Jason gli stacca gli occhi e distrugge lo specchio malefico utilizzando lo specchietto. Tutto sembra essersi risolto quando Jason trova, il giorno dopo, lo stesso foglietto ingiallito che aveva trovato dietro lo specchio e, improvvisamente, dal vecchio comò fuoriesce un enorme serpente peloso che gli chiede se ha ricevuto il suo avvertimento.

## Personaggi
- Jason Sloves: il protagonista della storia. Nota fin da subito che qualcosa non torna nel nuovo specchio.
- Claudia Sloves: la sorella maggiore di Jason. Adora prendere in giro suo fratello.
- Fred: il migliore amico di Jason, descritto come un ragazzo tranquillo e normale. Quando è posseduto, però, risulta essere molto aggressivo.
- Mr. Sloves: il padre di Jason e Claudia.
- Ms. Sloves: la madre di Jason e Claudia.
- Buzzy: il cane di Jason. Anch'egli viene posseduto dallo spirito dello specchio.

## Edizioni
- R. L. Stine, Il fantasma nello specchio, traduzione di Cristina Scalabrini, collana Piccoli brividi, Arnoldo Mondadori Editore, 2002,  p. 126, ISBN 88-04-50189-8.